# 金名世
參數所指定的目標頁面不存在，建議更正成存在頁面或直接建立下列一個頁面（建立前請先搜尋是否有合適的存在頁面可以取代）：
- 金名世 (雍正進士)

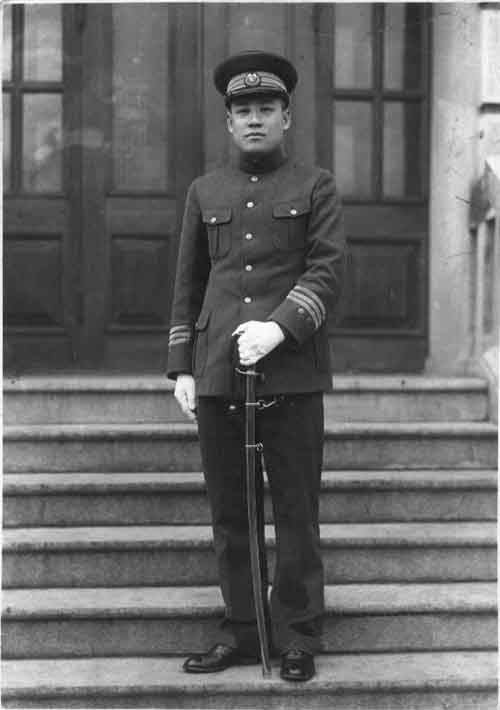
任满洲国吉林省公署警务厅长时的金名世

金名世（1886年—1964年），字吾宣，滿洲正蓝旗人，愛新覺羅氏，与熙洽同一支脉，盛京将軍管轄区奉天府興京廳人，中華民国、滿洲國政治家。

## 生平
他畢業於北京国立法政大学。1922年（民国11年），他任吉林延吉鎮守使署軍法官。1926年（民国15年）他任吉林濱江鎮守使上校参謀長。1931年（民国20年）他任吉林汪清縣縣長。
滿洲國成立後，他歷任哈爾濱特別市實業總局局長、吉林省公署警務廳廳長、間島省民政廳廳長。1934年（康德元年）12月，他升任三江省省長。1937年（康德4年）7月，他任熱河省省長。1940年（康德7年）5月他任新京特別市市長。1942年（康德9年）9月，他任吉林省省長。
1944年（康德12年）4月，他任民生部大臣。翌年3月，民生部改組為厚生部，他仍任該部大臣。
滿洲國滅亡後，金名世被蘇聯紅軍逮捕。後來于1950年被中華人民共和国引渡回國，關押在撫順戰犯管理所，後來被特赦釋放，居住在长春。晩年從事史料整理和創作回憶文章工作。
1964年金名世病逝。